# Petronilla d'Aragona

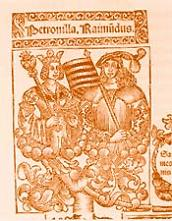
Petronilla d'Aragona e suo marito, il conte di Barcellona Raimondo Berengario IV

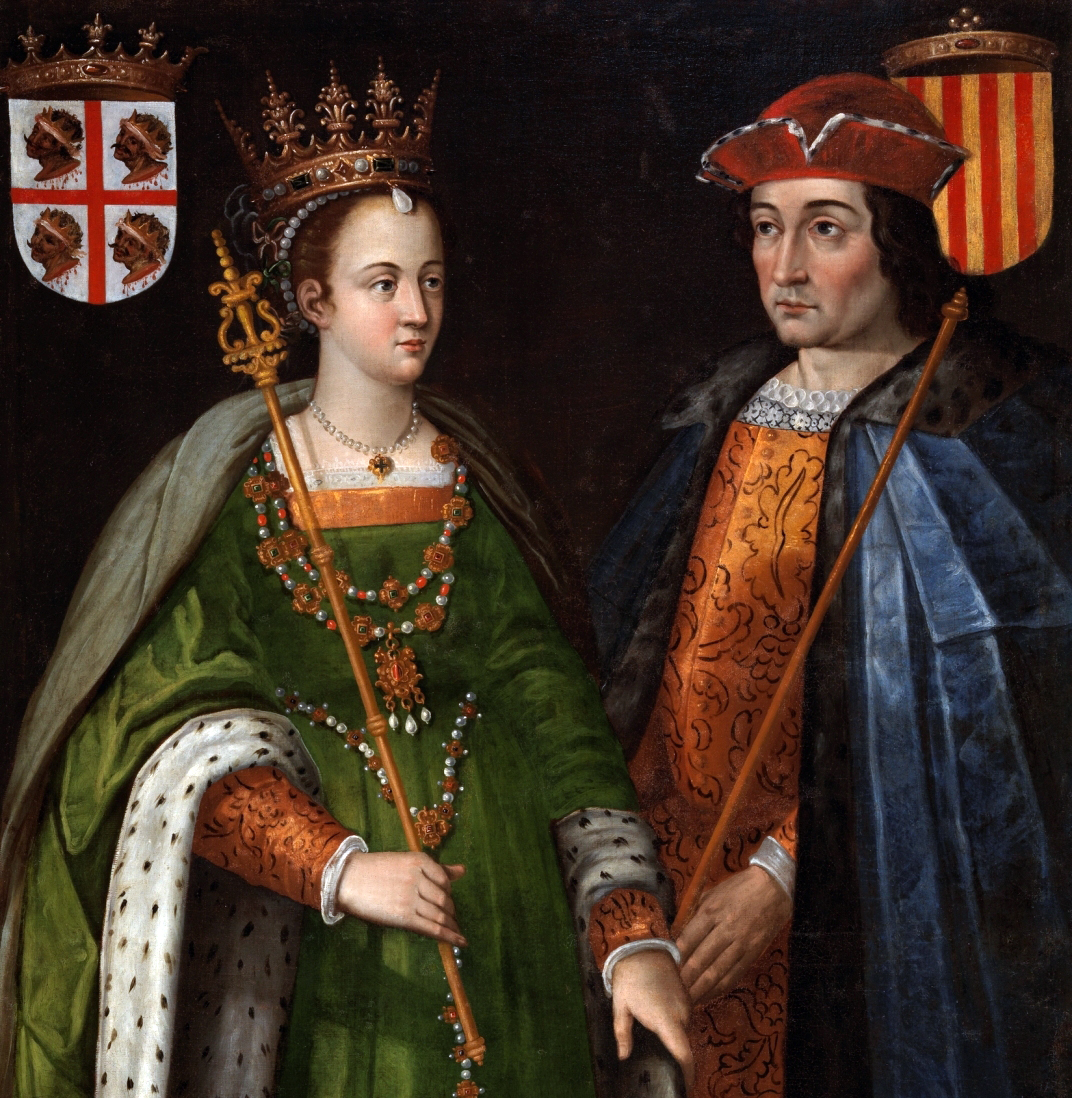
Petronilla d'Aragona e il conte di Barcellona Raimondo Berengario IV, suo consorte

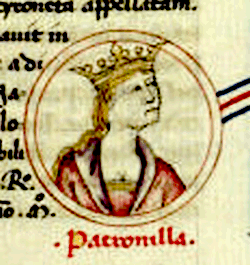
La regina Petronilla

Petronilla Ramirez (Peironela in aragonese e Peronella, in catalano, Petronila in spagnolo, in asturiano, in galiziano, in basco e in portoghese. Petronilla in latino) (Huesca, 29 luglio 1136 – Barcellona, 16 ottobre 1174) fu regina di Aragona, contessa di Sobrarbe e di Ribagorza (1137 - 1164) e contessa consorte di Barcellona dal 1137 al 1162, poi tutrice e reggente per il figlio, Raimondo Berengario, nella contea di Barcellona e dal 1164 anche nel regno d'Aragona, sino alla morte.

## Le origini
Secondo la Ex Brevi Historia Comitum Provinciæ e familia comitum Barcinonensium era figlia del re d'Aragona e conte di Sobrarbe e Ribagorza Ramiro II e della moglie, Matilde (o Agnese) di Poitiers (1103-circa 1160), figlia legittima del duca d'Aquitania e conte di Poitiers, Guglielmo IX (questa tesi è sostenuta sia dal Chronicon sancti Maxentii Pictavensis, Chroniques des Eglises d'Anjou che dalla Ex Gestis Comitum Barcinonensium, e anche dalla Crónica de San Juan de la Peña. Infine, secondo le Europäische Stammtafeln, vol II, 58 e 76 (non consultate) era figlia illegittima di Guglielmo IX) e vedova del visconte Emerico V di Thouars (questo matrimonio è confermato dalla donazione n° CXLVII del Cartulaire de l'abbaye de la Sainte-Trinité de Tiron, Tome I, del 1030 circa, fatta unitamente da Emerico e Agnese), che si era dimostrata fertile con il suo primo marito, come ci conferma il documento n° 1159 della Chronique de Robert de Torigni, abbé de Mont-Saint-Michel, Tome I, dove la sposa e chiamata Matilde; e la Ex Fragmentis Chronicorum Comitum Pictaviæ, Ducum Aquitaniæ dove la sposa è chiamata Matilde (Mahauda), detta Agnese (Agnes dicta), che però sostiene, assieme ad altre fonti non primarie che Agnese era la figlia di Guglielmo, signore di Puy-du-Fou.
Ramiro II di Aragona, secondo la Ex Gestis Comitum Barcinonensium, era figlio del re d'Aragona, re di Pamplona e conte di Sobrarbe e Ribagorza, Sancho Ramírez (Sancho I di Aragona e Sancho V di Navarra) e, secondo la Cronaca piniatense, della sua seconda moglie, Felícia di Ramerupt (1060- 3 maggio 1123), figlia d'Ilduíno IV ( † 1063), conte di Montdidier e di Roucy e Signouer de Ramerupt e della moglie, Adelaide di Roucy, figlia di Ebli Conte di Roucy e della moglie, Beatrice di Hainaut (1015/20-1062).

## Biografia
Nel 1134, dopo che suo zio, il re d'Aragona, re di Pamplona e conte di Sobrarbe e Ribagorza Alfonso I il Battagliero, era morto (come riportato sia nel Chronicon Burgense che nella Crónica de San Juan de la Peña), senza eredi, secondo la Crónica de San Juan de la Peña, i nobili aragonesi nominarono alcuni reggenti, per poi orientarsi a offrire i due regni al futuro padre di Petronilla, Ramiro, il fratello di Alfonso I,, che era monaco del monastero di Saint-Pons-de-Thomières, vicino a Narbona. I nobili navarresi però, non avendo fiducia nelle capacità di Ramiro rifiutarono, decisero per la separazione dei due regni, eleggendo García, discendente dal re di Navarra, García III Sánchez, per cui gli eredi di Alfonso furono:
- Ramiro II il Monaco , nel regno d'Aragona
- García IV Ramírez, il Restauratore, nel regno di Navarra

Allora, secondo il documento n° 1159 della Chronique de Robert de Torigni, abbé de Mont-Saint-Michel, Tome I, Ramiro ottenne la dispensa papale di uscire dal monastero e potersi sposare, fu acclamato re d'Aragona, Ramiro II, e, il 13 novembre del 1135, prese in moglie, Matilde (o Agnese) di Poitiers.
Dopo la nascita di Petronilla, il 29 luglio 1136, nel mese di ottobre, i genitori fecero una donazione; prima della fine di quell'anno Ramiro si separò dalla moglie Agnese che si ritiró nel monastero di Santa María di Fontevrault, dove morì tra la fine del 1159 e il 1160.
Nel 1137, all'età di circa un anno, Petronilla fu promessa in sposa al conte di Barcellona, Raimondo Berengario IV; l'impegno matrimoniale fu firmato a Barbastro, l'11 agosto 1137; mentre il 27 agosto, nel castello di Ayerbe, Ramiro II redasse un documento in cui si impegnava a non prendere importanti decisioni, senza l'approvazione del futuro genero. Il 13 novembre dello stesso anno, infine, pur mantenendo il titolo di re, Ramiro II abdicò in favore della figlia Petronilla, e, mentre la regina bambina veniva portata a Barcellona per essere educata alla corte della contea di Barcellona, delegò il futuro genero a governare il regno d'Aragona con il titolo di principe d'Aragone e conte di Barcellona, per contrastare l'ingombrante re di León e Castiglia, Alfonso VII, che dopo aver occupato il regno di Navarra, nel 1136, era entrato in Aragona, aveva occupato parte del regno e (assumendo il titolo di Imperatore) gli aveva imposto il vassallaggio.
Investito di tale titolo, Raimondo Berengario IV, nel 1140, trattò con Alfonso VII, concordando il ritira dei castigliani da Saragozza, riconoscendo loro tutti i territori alla destra del fiume Ebro.
Ramiro II, che morì a Huesca il 16 agosto 1157 (la data della morte è stabilita in un documento del dicembre 1157) trascorse l'ultimo periodo della sua vita nel monastero di San Pedro di Huesca e nella sua proprietà di San Úrbez de Sarrablo (Huesca), ma non vi è certezza che tornasse definitivamente alla vita monastica.
Nel 1143, a Zamora, di fronte al legato del papa Innocenzo II, la cui sovranità era riconosciuta sul regno d'Aragona e contea di Barcellona, il re di Castiglia Alfonso VII riconobbe il contratto di matrimonio tra il conte di Barcellona, Raimondo Berengario IV e la giovanissima regina di Aragona, Petronilla, accettando così l'unione di tutte le contee catalane con l'Aragona, e di fatto un grande regno d'Aragona.
Dopo questo accordo si verificò una collaborazione tra il regno di Castiglia e quello di Aragona nella lotta contro i regni musulmani, e, nel 1147, con l'aiuto della flotta genovese, misero sotto assedio Almería
Dopo che la regina, nel 1150, aveva compiuto i quattordici anni, età richiesta dal diritto canonico per il matrimonio, Petronilla, a Lérida, nel mese di agosto, sposò Raimondo Berengario IV il Santo, figlio del conte di Barcellona Raimondo Berengario III il Grande e della contessa di Provenza e Gévaudan Dolce I, figlia della contessa di Provenza, Gerberga di Provenza e di Gilberto I di Gévaudan e il matrimonio poté essere consumato.
Nel 1157, alla morte del padre, Petronilla ereditò il titolo di regina d'Aragona.
Secondo il Gesta Comitum Barchinonensium, nel 1162, Raimondo Berengario il Santo morì. La morte di Raimondo Berengario è riportata anche dagli Annales Sancti Victoris Massilienses e da un epitaffio dell'Appendice della España sagrada Tomo. XLIII e, alla morte del marito, Petronilla rimase unica regina in Aragona, mentre resse la contea di Barcellona per conto del figlio minorenne, Raimondo Berengario, il futuro Alfonso II.
Dopo due anni, il 18 giugno 1164 (Actum est hoc in Barchinona XIIII kalendas julii anno Dominice incarnationis M C LXIIII), Petronilla abdicò a favore del figlio Raimondo Berengario, che in quel momento divenne re d'Aragona e assunse il nome di Alfonso (Alfonso II il Casto), in onore del prozio Alfonso I il Battagliero e da quel momento si ebbe l'unione dell'Aragona con le contee catalane. Petronilla però continuò a governare, in quanto Alfonso II era ancora minorenne.
Petronilla morì il 17 ottobre 1174, a Barcellona, e fu inumata nella cattedrale della Santa Croce e Sant'Eulalia., mentre il Diccionario biográfico español, Real Academia de la Historia riporta che morì nell'autunno del 1173. È stata l'unica sovrana regnante d'Aragona: la sua discendente Giovanna di Castiglia lo fu solo formalmente.

## Discendenza
Petronilla e Raimondo Berengario, ebbero cinque figli:
- Pietro (citato come primogenito nelle Corónicas" Navarras[21] 1152- † prima del 1162[29]), erede al trono di Aragona (come compare nel testamento di Petronilla del 1152[21])
- Alfonso II il Casto[30](1157-1196, battezzato Raimondo Berengario, poi chiamato Alfonso in onore del prozio Alfonso I il Battagliero), conte di Barcellona dal 1162 e poi re d'Aragona dal 1164 al 1196
- Pietro[30] (1158-1181), conte di Cerdagna[21] e conte di Provenza[31], che, nel 1166, al momento di assumere il titolo di conte di Provenza, prese il nome Raimondo Berengario
- Dolce(1160 -1198), sposò nel 1175 il re Sancho I del Portogallo
- Sancho(1161 – 1223), conte di Cerdagna, conte di Provenza e conte di Rossiglione.

|  |  |  |

## Ascendenza
|                           |                            |                          | Genitori                 |  |  | Nonni |  |  | Bisnonni           |  |  | Trisnonni                    |  |
|                           |                            |                          |                          |  |  |       |  |  | Ramiro I d'Aragona |  |  | Sancho III Garcés di Navarra |  |
|                           |                            |                          |                          |  |  |       |  |  | Ramiro I d'Aragona |  |  | Sancho III Garcés di Navarra |  |
|                           |                            | Sancha di Aibar          |                          |  |  |       |  |  | Ramiro I d'Aragona |  |  |                              |  |
| Sancho Ramírez di Aragona |                            |                          |                          |  |  |       |  |  | Ramiro I d'Aragona |  |  |                              |  |
|                           |                            | Gilberga di Foix         | Bernardo Ruggero di Foix |  |  |       |  |  |                    |  |  |                              |  |
|                           |                            | Gilberga di Foix         | Bernardo Ruggero di Foix |  |  |       |  |  |                    |  |  |                              |  |
|                           |                            | Gilberga di Foix         | Garsenda di Bigorre      |  |  |       |  |  |                    |  |  |                              |  |
| Ramiro II di Aragona      |                            | Gilberga di Foix         |                          |  |  |       |  |  |                    |  |  |                              |  |
|                           |                            | Ilduino IV di Roucy      | …                        |  |  |       |  |  |                    |  |  |                              |  |
|                           |                            | Ilduino IV di Roucy      | …                        |  |  |       |  |  |                    |  |  |                              |  |
|                           |                            | Ilduino IV di Roucy      | …                        |  |  |       |  |  |                    |  |  |                              |  |
| Felicia di Roucy          |                            | Ilduino IV di Roucy      |                          |  |  |       |  |  |                    |  |  |                              |  |
|                           |                            | Adelaide di Roucy        | …                        |  |  |       |  |  |                    |  |  |                              |  |
|                           |                            | Adelaide di Roucy        | …                        |  |  |       |  |  |                    |  |  |                              |  |
|                           |                            | Adelaide di Roucy        | …                        |  |  |       |  |  |                    |  |  |                              |  |
| Petronilla d'Aragona      |                            | Adelaide di Roucy        |                          |  |  |       |  |  |                    |  |  |                              |  |
|                           | Guglielmo VIII d'Aquitania | Guglielmo V di Aquitania |                          |  |  |       |  |  |                    |  |  |                              |  |
|                           | Guglielmo VIII d'Aquitania | Guglielmo V di Aquitania |                          |  |  |       |  |  |                    |  |  |                              |  |
|                           | Guglielmo VIII d'Aquitania | Agnese di Borgogna       |                          |  |  |       |  |  |                    |  |  |                              |  |
| Guglielmo IX d'Aquitania  | Guglielmo VIII d'Aquitania |                          |                          |  |  |       |  |  |                    |  |  |                              |  |
|                           |                            | Hildegarda di Borgogna   | Roberto I di Borgogna    |  |  |       |  |  |                    |  |  |                              |  |
|                           |                            | Hildegarda di Borgogna   | Roberto I di Borgogna    |  |  |       |  |  |                    |  |  |                              |  |
|                           |                            | Hildegarda di Borgogna   | Ermengarda d'Angiò       |  |  |       |  |  |                    |  |  |                              |  |
| Agnese d'Aquitania        |                            | Hildegarda di Borgogna   |                          |  |  |       |  |  |                    |  |  |                              |  |
|                           |                            | Guglielmo IV di Tolosa   | Ponzio II di Tolosa      |  |  |       |  |  |                    |  |  |                              |  |
|                           |                            | Guglielmo IV di Tolosa   | Ponzio II di Tolosa      |  |  |       |  |  |                    |  |  |                              |  |
|                           |                            | Guglielmo IV di Tolosa   | Almodis de La Marche     |  |  |       |  |  |                    |  |  |                              |  |
| Filippa di Tolosa         |                            | Guglielmo IV di Tolosa   |                          |  |  |       |  |  |                    |  |  |                              |  |
|                           |                            | Emma di Mortain          | Roberto di Mortain       |  |  |       |  |  |                    |  |  |                              |  |
|                           |                            | Emma di Mortain          | Roberto di Mortain       |  |  |       |  |  |                    |  |  |                              |  |
|                           |                            | Emma di Mortain          | Matilde di Montgomery    |  |  |       |  |  |                    |  |  |                              |  |
|                           |                            | Emma di Mortain          |                          |  |  |       |  |  |                    |  |  |                              |  |

### Fonti primarie
- (LA)  Rerum Gallicarum et Francicarum Scriptores, tome XII.
- (LA)  España Sagrada, volume XXIII.
- (LA)  Chronicon sancti Maxentii Pictavensis.
- (LA)  Cartulaire de l'abbaye de la Sainte-Trinité de Tiron, Tome I.
- (LA)  España Sagrada, volume XLIII.
- (LA)  Monumenta Germaniae Historica, Scriptores, Tomus XXIII.

### Letteratura storiografica
- Rafael Altamira, La Spagna (1031-1248), in Storia del mondo medievale, vol. V, 1999, pp.865–896
- Edgar Prestage, Il Portogallo nel Medioevo, in Storia del mondo medievale, vol. VII, 1999, pp.576–610
- (CA)  Crónica de San Juan de la Peña.
- (LA)  Chronique de Robert de Torigni, abbé de Mont-Saint-Michel, Tome I.